# Pierre Robin (révolutionnaire)
Pour les articles homonymes, voir Robin et Pierre Robin.
Pierre Robin (1773-?) est une personnalité de la Révolution française.

## Biographie
Fils d'une sage-femme et d'un menuisier, il fit ses humanités à Nantes. Il affiche sa sensibilité de sans-culottes dès le 10 février 1791 lors de l'inauguration de la Société des Jeunes Amis de la Constitution. Il s'engage ensuite comme volontaire national et fait la guerre en Vendée comme adjoint du  général Lamberty. Il est nommé commissaire des guerres, devient, à son retour président de la Société populaire de Vincent-la-Montagne. Ce jeune Nantais manifeste une férocité sans égale lors des noyades et participe aux dîners patriotiques organisés par les chefs responsables des crimes. Protégé par Jean-Baptiste Carrier, il peut quitter Nantes à temps. Lors du procès du Comité nantais, le 25 vendémiaire an II (16 octobre 1793), il est appelé à témoigner. Accusé lui-même par l'accusateur public, il est acquitté.

## Sources
- Mireille Brunet, Lyon et Nantes contre la Terreur, p. 161, ed. France-Empire, 1989.

### Sources primaires
- Bulletin du Tribunal Révolutionnaire: établi au Palais, à Paris, par la loi du 10 mars 1793, pour juger sans appel les conspirateurs, ed. Clément 1793.
- La Loire vengée ou recueil historique des crimes de Carrier, page 175.